# 71 Niobe
Niobe (asteroide 71) é um asteroide da cintura principal com um diâmetro de 83,42 quilómetros, a 2,26881146 UA. Possui uma excentricidade de 0,17627268 e um período orbital de 1 669,63 dias (4,57 anos).
Niobe tem uma velocidade orbital média de 17,9467278 km/s e uma inclinação de 23,25769171º.
Este asteroide foi descoberto em 13 de Agosto de 1861 por Robert Luther. Seu nome vem da personagem mitológica grega Níobe.